# Rally de Madeira de 2011
El Rally de Madeira de 2011, oficialmente 52.º Rali Vinho da Madeira 2011, fue la 52.ª edición, la sexta ronda de la temporada 2011 del Campeonato de Europa de Rally y la quinta ronda del campeonato portugués. Se celebró entre el 4 y el 6 de julio y contó con un itinerario de diecinueve tramos sobre asfalto que sumaban un total de 268,50 km cronometrados.

## Clasificación final
| Pos.     | Piloto            | Copiloto          | Automóvil                      | Tiempo    | Diferencia | Puntos  |
| General  | General           | General           | General                        | General   | General    | General |
| -------- | ----------------- | ----------------- | ------------------------------ | --------- | ---------- | ------- |
| 1.       | Bruno Magalhães   | Paulo Grave       | Peugeot 207 S2000              | 2:53:06.1 | 0.0        |         |
| 2.       | Vítor Sá          | Pedro Calado      | Peugeot 207 S2000              | 2:54:03.7 | +57.6      |         |
| 3.       | Luca Rossetti     | Matteo Chiarcossi | Fiat Abarth Grande Punto S2000 | 2:54:40.4 | +1:34.3    |         |
| 4.       | Miguel Nunes      | Victor Calado     | Mitsubishi Lancer Evo X        | 2:57:26.2 | +4:20.1    |         |
| 5.       | António Nunes     | Roberto Castro    | Mitsubishi Lancer Evo X        | 2:57:55.5 | +4:49.4    |         |
| 6.       | Luca Betti        | Maurizio Barone   | Peugeot 207 S2000              | 2:58:40.7 | +5:34.6    |         |
| 7.       | Ricardo Moura     | António Costa     | Mitsubishi Lancer Evo X        | 3:00:21.2 | +7:15.1    |         |
| 8.       | Pedro Peres       | Tiago Ferreira    | Mitsubishi Lancer Evo X        | 3:01:21.5 | +8:15.4    |         |
| 9.       | Manuel De Micheli | Daniele Michi     | Peugeot 207 S2000              | 3:01:31.8 | +8:25.7    |         |
| 10.      | Antonín Tlusťák   | Jan Škaloud       | Škoda Fabia S2000              | 3:01:48.4 | +8:42.3    |         |
| ERC      |                   |                   |                                |           |            |         |
| 1. (3.)  | Luca Rossetti     | Matteo Chiarcossi | Fiat Abarth Grande Punto S2000 | 2:54:40.4 | +1:34.3    |         |
| 3. (6.)  | Luca Betti        | Maurizio Barone   | Peugeot 207 S2000              | 2:58:40.7 | +5:34.6    |         |
| 3. (10.) | Antonín Tlusťák   | Jan Škaloud       | Škoda Fabia S2000              | 3:01:48.4 | +8:42.3    |         |

| Predecesor: Bulgaria 2011 | ERC 2011 | Sucesor: Zlín 2011 |